# Colin Powell
Colin Luther Powell (Nueva York, 5 de abril de 1937-Bethesda, Maryland, 18 de octubre de 2021) fue un militar, diplomático y político estadounidense. Fue general en el Ejército de los Estados Unidos, alcanzando el rango de general de cuatro estrellas.
Alcanzó a ejercer como presidente del Estado Mayor Conjunto durante la Guerra del Golfo, consiguiendo luego ejercer como Presidente del Estado Mayor Conjunto, durante el resto del gobierno de George H W Bush. Posteriormente pasó a desempeñarse como Secretario de Estado durante la administración de George W. Bush.

## Primeros años
Colin Luther Powell nació el 5 de abril de 1937 en Harlem, un barrio de la ciudad de Nueva York ubicado en Manhattan, hijo de Luther Theophilus Powell y Maud Ariel McKoy, en el seno de una familia humilde de ascendencia jamaicana y escocesa por parte de su padre. Se crio en el Bronx, donde aprendió a hablar el yidis, y asistió a la escuela Morris High School, una escuela pública, de donde se graduó en 1945.
Se formó en el City College de Nueva York (CCNY), donde se graduó como Bachelor (licenciado) en Geología. En esta institución participó en el Cuerpo de Capacitación de Oficiales de Reserva (ROTC), donde fue designado comandante del equipo de instrucción militar, siendo este el momento clave de su vida, pues con ello, comienza su carrera militar.

## Carrera militar

### Inicios
Powell ingresó al Cuerpo de Capacitación de Oficiales de Reserva, donde pasó a formar parte de la Unidad Pershing, un equipo de adiestramiento militar, donde ganó decenas de concursos y torneos y competiciones.
Se graduó en el ROTC con honores en 1958 con el rango de Cadet Colonel (cadete coronel) el más alto rango en el ROTC, siendo comisionado (ascendido) tras su graduación como Second Lieutenant (subteniente) en el Ejército de los Estados Unidos.
Posteriormente, ya como capitán participa como Asesor militar en la guerra de Vietnam, donde resulta herido a causa de una mina y gracias a lo cual recibe el Corazón Púrpura. Al frente de una unidad del ejército survietnamita, trató de aislar a la guerrilla del Frente Nacional de Liberación de Vietnam de sus bases sociales quemando aldeas en el valle de A Shau. Esta estrategia fue criticada como cruel y contraproducente por otros asesores estadounidenses, pero él la justificó en sus memorias publicadas en 1995.
Luego pasó a desempeñar variedad de cargos administrativos gracias a una beca de la Casa Blanca, durante el gobierno de Richard Nixon, algo raro y muy prestigioso.
Powell completó un MBA (máster en administración de empresas) en la Universidad George Washington en Washington.
Una vez finalizado el Master MBA fue ascendido al empleo de Major.
Sus cargos de mando y promociones continuaron, alcanzó a desempeñarse en múltiples posiciones de plana mayor, con lo que ascendió hasta el rango de general de cuatro estrellas, habiendo obtenido decenas de medallas y condecoraciones.

### Consejero de Seguridad Nacional
En la década de 1980, Powell sirvió en Fort Carson, Colorado, tras lo cual, de diciembre de 1987 a enero de 1989 fue consejero de Seguridad Nacional, con el entonces presidente Ronald Reagan, así como también para su secretario de Defensa, Caspar Weinberger, a quien ayudó durante la invasión de 1983 de Granada y el ataque aéreo de 1986 contra Libia. Hasta la fecha ningún ROTC ha llegado a su nivel.

### Presidente del Estado Mayor Conjunto

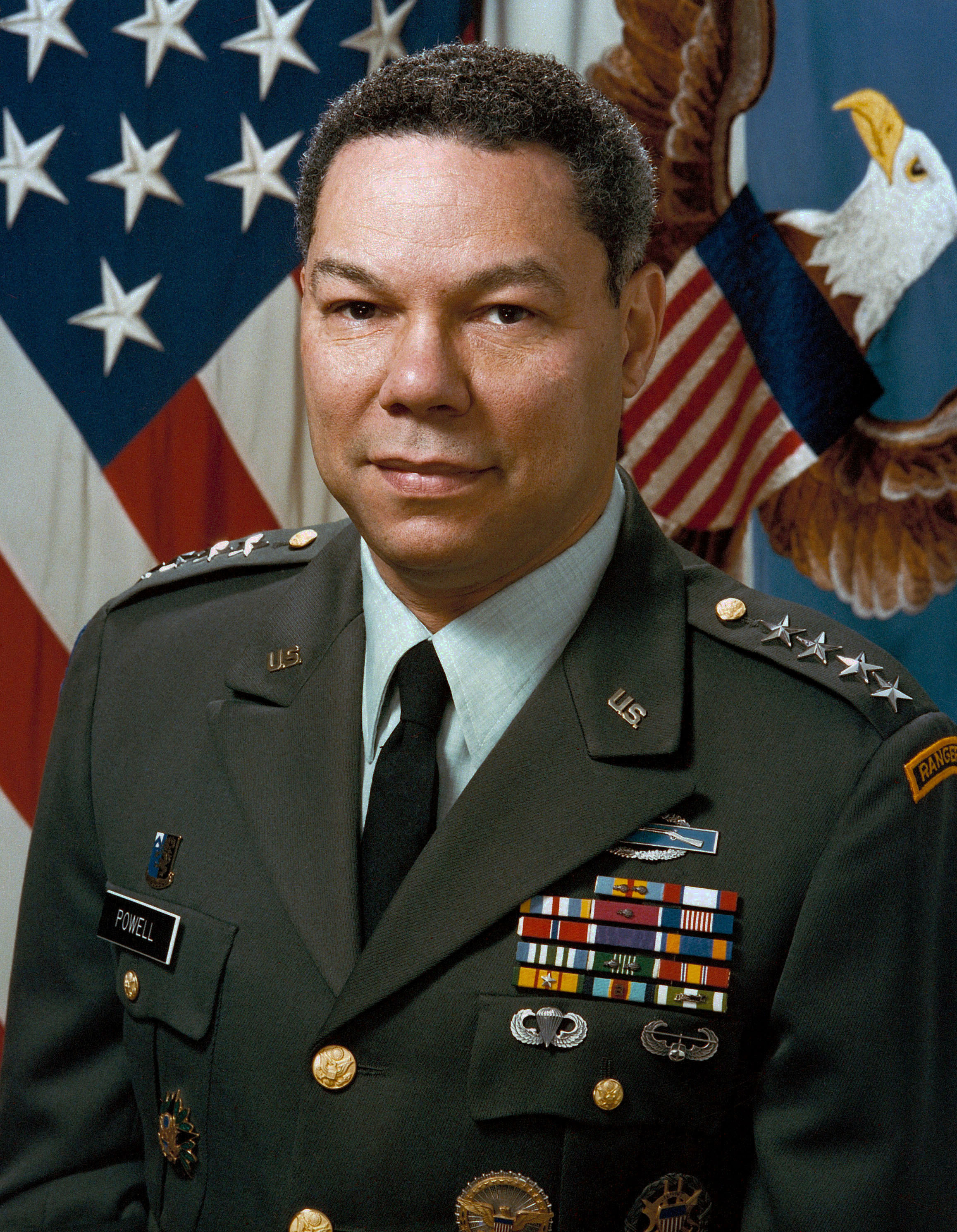
Fotografiado en 1989

Del 1 de octubre de 1989 al 30 de septiembre de 1993, fue el duodécimo presidente del Estado Mayor Conjunto, el cargo militar de más rango en las Fuerzas Armadas. Durante ese período, supervisó veintiocho crisis, entre ellas la Operación Tormenta del Desierto en la victoriosa Guerra del Golfo Pérsico en 1991.

### Cronología de ascensos
- Second Lieutenant (NATO Code: OF-1) (Subteniente o Alférez) : 9 de junio de 1958
- First Lieutenant (NATO Code: OF-1) (Primer Teniente) : 30 de diciembre de 1959
- Captain (NATO Code: OF-2) (Capitán) : 2 de junio de 1962
- Mayor (NATO Code: OF-3) (Comandante) : 24 de mayo de 1966
- Lieutenant Colonel (NATO Code: OF-4) (Teniente coronel) : 9 de julio de 1970
- Colonel (NATO Code: OF-5) (Coronel) : 1 de febrero de 1976
- Brigadier General (NATO Code: OF-6) (General de Brigada) : 1 de junio de 1979
- Major General (NATO Code: OF-7) (General de División) : 1 de agosto de 1983
- Lieutenant General (NATO Code: OF-8) (Teniente General) : 26 de marzo de 1986
- General (NATO Code: OF-9) (General de Ejército) : 4 de abril de 1989

## Carrera política
Después de retirarse del Ejército, el secretario Powell escribió su autobiografía, My American Journey, que se publicó en 1995 y fue un gran éxito de venta. Asimismo, emprendió la carrera oratoria, dirigiéndose a públicos nacionales y extranjeros.
El presidente George W. Bush nombró a Colin L. Powell secretario de Estado el 16 de diciembre de 2000. Fue confirmado unánimemente por el Senado de los Estados Unidos y prestó juramento como sexagésimo quinto secretario de Estado el 20 de enero de 2001, siendo el primer afrodescendiente en dicho cargo. Su cargo adquirió especial notoriedad mediática a raíz de la agresiva política exterior estadounidense desde 2001.

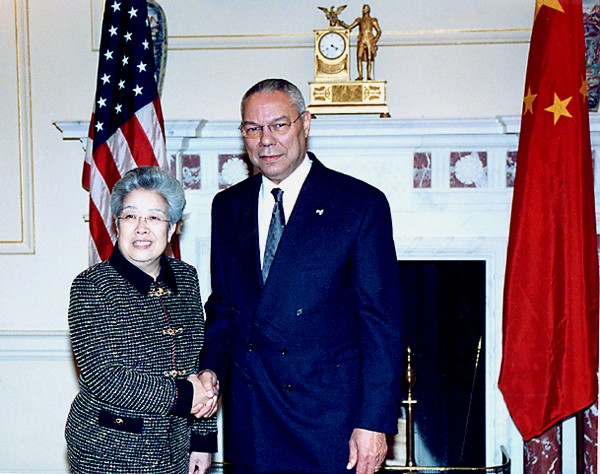
El secretario de Estado estadounidense junto a la vicepresidenta del Consejo de Estado de China Wu Yi.

Durante los preparativos de la invasión estadounidense de Irak, el secretario Powell lideró frente al Departamento de Defensa del gobierno estadounidense la vía diplomática en la gestión de la crisis iraquí basada en el acuerdo en el Consejo de Seguridad de las Naciones Unidas. En tal sentido, los medios estadounidenses le otorgaron la condición de "paloma" dentro del gabinete, en contraposición a los "halcones" de la vicepresidencia y el Pentágono, partidarios estos últimos del unilateralismo estadounidense.
En su condición de jefe de la diplomacia estadounidense, protagonizó una intervención en el Consejo de Seguridad de Naciones Unidas que llevó su protagonismo al más alto nivel. Sus debates preludiaron la invasión anglo-estadounidense de Irak, pero la comprobación de que las denunciadas armas de destrucción masiva no existían malparó irremediablemente su historial diplomático. Por esta razón no fue confirmado en el cargo tras la reelección de George W. Bush como Presidente de los Estados Unidos.
El general Powell se ha declarado siempre como votante republicano. Sin embargo en 2008, Colin Powell ha hecho un comunicado oficial en un canal de televisión dando su apoyo oficial al Candidato demócrata a la Casa Blanca, Barack Obama. Este último después de enterarse a través de la prensa de sus elogios hacia él, invitó y aseguró a Colin Powell que ocuparía un cargo público de gran relevancia en una futura y posible Administración Obama.
Antes de su nombramiento, Powell fue presidente de America's Promise–The Alliance for Youth, organización nacional sin fines de lucro dedicada a movilizar a personas de todos los sectores de la sociedad estadounidense para cimentar el carácter y la competencia de los jóvenes.

## Muerte
Murió a los 84 años el 18 de octubre de 2021 a causa de complicaciones por  la COVID 19 tras ser atendido en el Centro Médico Militar Nacional Walter Reed de Bethesda.

## Vida personal
Colin Powell estaba casado con Alma Vivian Johnson, de Birmingham (Alabama). Su familia está compuesta por su hijo Michael, sus hijas Linda y Anne, su nuera Jane, su yerno Francis, y sus nietos Jeffrey y Bryan.

## Premios y galardones
Recibió numerosos premios y condecoraciones militares de los Estados Unidos y de otros países. Entre las condecoraciones civiles del secretario Powell figuran dos Presidential Medals of Freedom (medallas presidenciales por actos en pro de la libertad), la President’s Citizens Medal (medalla de ciudadanía otorgada por el presidente), la Congressional Gold Medal (medalla de oro otorgada por el Congreso), la Distinguished Service Medal (medalla por servicio distinguido) del Secretario de Estado, y la Distinguished Service Medal (medalla por servicio distinguido) del Secretario de Energía. Varias escuelas y otras instituciones han sido nombradas en su honor. También obtuvo títulos honoríficos de universidades y colegios estadounidenses.